# Палестинское управление денежного обращения
Палестинское управление денежного обращения (араб. سلطة النقد الفلسطينية‎) — государственное учреждение, выполняющее функции центрального банка Палестинской национальной администрации (ПНА) / частично признанного Государства Палестина. Расположено в городе Рамалла.
Основная задача управления состоит в том, чтобы гарантировать стабильность цен, способствовать стабильности и эффективности палестинской финансовой системы. Управление способствует поддержанию экономического и финансового роста палестинской экономики посредством:
- грамотной валютной политики, способствующей стабильности цен;
- эффективной и прозрачной системе управления банками на территории Палестины;
- постоянного мониторинга за валютными операциями и состоянием финансовой системы.

Управление было основано в 1994 году указом председателя ПНА Я. Арафата, как независимое учреждение, позднее вторым постановлением Палестинского законодательного совета были установлены его полномочия и назначен руководитель, ныне действующий Жихад Аль Вазир (Jihad Al Wazir).
С тех пор управление занимается обеспечением денежно-кредитной стабильности: контролирует инфляцию, производит эмиссию, управляет национальной валютой. Она также является основным аудитором по вопросам фискальной политики.